# Флаг Светлогорского сельского поселения (Челябинская область)
Флаг муниципального образования Светлого́рское сельское поселение Агаповского муниципального района Челябинской области Российской Федерации — опознавательно-правовой знак, служащий официальным символом муниципального образования.
Флаг утверждён 27 декабря 2007 года и внесён в Государственный геральдический регистр Российской Федерации.

## Описание флага
В тесте решения «О флаге Светлогорского сельского поселения» дано следующие описание флага:
«Прямоугольное двухстороннее полотнище с отношением ширины к длине 2:3, разделённое по вертикали на три неравные полосы: верхнюю в 3/4, в верхней части которой проходят две белые волнистые полосы (верхняя в 1/16, нижняя в 1/32 ширины), жёлтую в 1/8 ширины, из которой прорастают девять жёлтых головок колосьев в 1/3 ширины и нижнюю синюю в 1/8 ширины полотнища».
В приложении к этому решению, дано другое описание флага:
«Прямоугольное полотнище с отношением ширины к длине 2:3, состоящее из трёх горизонтальных полос, соотносящихся как 6:1:1 , сверху вниз: красного, жёлтого и синего цветов. В центре красной полосы — девять головок пшеничных колосьев жёлтого цвета, вырастающих из жёлтой полосы в ряд; в верхней части красной полосы волнистая полоса белого цвета шириной 1/16 ширины полотнища, ниже неё, на расстоянии 1/32 ширины полотнища, такая же полоса шириной 1/32 ширины полотнища».

## Обоснование символики
Флаг составлен на основе герба Светлогорского сельского поселения, по правилам и соответствующим традициям вексиллологии, и отражает исторические, культурные, социально-экономические, национальные и иные традиции.
Территория современного Светлогорского сельского поселения заселялась с середины XIX века. По царскому указу эти места заселяли казаки из Оренбуржья. В дальнейшем организовывались совхозы и колхозы. Об этом аллегорически говорит красный цвет полотнища.
Красный цвет — символ красоты, труда, силы, мужества.
Строительство посёлка Светлогорск началось в 1964 году на невысокой плоской и светлой горе — об этом говорит золотой холм.
По территории поселения протекают две крупные реки — Урал и Зингейка, приток Урала, а также множество небольших речек и ручьёв. Аллегорически это отражено лазоревой вогнутой оконечностью и серебряными узкими волнистыми поясами.
Территорию Светлогорского сельского поселения составляют совхоз Горный, посёлки Светлогорский, Ташказган, Воздвиженка, Горный, Черноотрог, Зингейка, Базарский, Утарка, что отражено девятью золотыми головками колосьев. Колосья «прорастают» из золотого холма, что аллегорически символизирует рост, обновление, новые возможности.
Жёлтый цвет (золото) — символ прочности, величия, интеллекта, великодушия.
Белый цвет (серебро) — чистоты, мудрости, благородства, мира, взаимного сотрудничества.
Голубой цвет (лазурь) — символ чести, славы, преданности, истины, добродетели и чистого неба.